# 通央登县
通央登县，是泰国南部北大年府的一个县。总面积115.0平方公里，总人口20203人，人口密度175.7人/平方公里（2005年）。

## 行政区划
通央登县辖有4个区，22个村。